# 637. pehotni polk (Wehrmacht)
Za druge 637. polke glejte 637. polk.
637. pehotni polk (izvirno nemško Infanterie-Regiment 637) je bil eden izmed pehotnih polkov v sestavi redne nemške kopenske vojske med drugo svetovno vojno.

## Zgodovina
Polk je bil ustanovljen 10. septembra 1941 za potrebe Armadne skupine Sredina iz enot RADa; polk je bil del 390. pehotne divizije.
15. oktobra 1942 je bil polk preimenovan v 637. grenadirski polk.